# Finnmark
Finnmark (severosámsky: Finnmárku; kvensky: Finmarku; finsky: Ruija) je kraj v severní části Norska. Na ploše 48 618 km2 bydlí asi 76 tisíc obyvatel. Správním městem kraje Vadsø. 
Na souši sousedí na západě s krajem Troms, na jihu s Finskem (provincie Laponsko) a na východě s Ruskem (Murmanská oblast), na vodě s Norským mořem (Atlantský oceán) na severozápadě a Barentsovým mořem (Severní ledový oceán) na severu a severovýchodě. Finnmark je součástí Laponska, které zasahuje do čtyř země, a také Barentsova regionu, a je druhým největším a nejméně osídleným krajem Norska.
Finnmark se nachází v nejsevernější části kontinentální Evropy, kde se norské pobřeží stáčí na východ, a je tak oblastí, kde se "setkává Východ se Západem", a to jak z hlediska kultury, tak i přírody a geografie.

## Název a historie
Dříve se kraj nazýval Finmarkens amt nebo Vardøhus amt. Od roku 2002 má dva oficiální názvy: Finnmark (norsky) a Finnmárku (severní laponština).
Od 1. ledna 2020 byl Finnmark sloučen se sousedním krajem Troms a vznikl nový kraj Troms a Finnmark. Dne 1. ledna 2024 byly kraje Finnmark a Troms znovu obnoveny po rozhodnutí parlamentu z června 2022 o jejich znovu rozdělení.

## O kraji
Území je obýváno již několik tisíc let, důkazem toho jsou skalní rytiny, které se nalézají například na území obce Alta. Tyto skalní rytiny jsou dnes na Seznamu světového dědictví UNESCO.
Název Finnmark je odvozen od slov Finn, kterým Norové označují Sámy, a mark, které označuje území. Území obývané Sámy je Nory nazýváno Sameland (Laponsko).

## Zajímavosti
Vardø, nejvýchodnější obec Norska, leží východněji než Petrohrad a Istanbul.

## Obce
- Alta
- Berlevåg
- Båtsfjord
- Gamvik
- Hammerfest
- Hasvik
- Karasjok
- Kautokeino
- Lebesby
- Loppa
- Måsøy
- Nesseby
- Nordkapp
- Porsanger
- Sør-Varanger
- Tana
- Vadsø
- Vardø